# 布雷姆 (馬里)
16°57′12″N 0°21′14″W / 16.95333°N 0.35389°W
布雷姆，是馬里的城鎮，位於該國東部，由加奧區負責管轄，是布雷姆省的首府，面積6,294平方公里，2009年人口27,486，人口密度每平方公里4.4人。